# Casa e Torre dei Gorani
La Torre dei Gorani è una torre risalente all' XI secolo, testimonianza della sede del distrutto Palazzo Gorani, situata a Milano, in via Gorani.

## Storia e architettura
Il palazzo sorgeva lungo la via omonima ed è andato completamente distrutto dai bombardamenti della seconda guerra mondiale nel 1943. Del palazzo sopravvive anche il portale barocco e qualche muro perimetrale oggi in rovina: la torre è una delle ultime testimonianze delle tante torri dei palazzi che ornavano Milano nel medioevo. La torre è in mattoni di cotto senza intonaco: dei piani alti, l'ultimo piano è ornato da finestre bifore e trifore con archi a tutto sesto.